# Удружење књижевника Црне Горе
Удружење књижевника Црне Горе (УКЦГ) је званично удружење књижевника Црне Горе основано 1946. године на Цетињу. Многи значајни књижевници Црне Горе су чланови овог друштва. Актуелни председник УКЦГ је Новица Ђурић, који је ту функцију преузео од Илије Лакушића 2015. године. Потпредсједници су Милица Краљ, Маријана Зечевић, Перивоје Поповић и Александар Ћуковић, док је за секретара именован Љубисав Бјелић. Потпредсједници у претходном сазиву Управног одбора били су Милица Бакрач, Милица Краљ, Перивоје Поповић и Веселин Ракчевић. Удружење књижевника Црне Горе објављује часописе Стварање, Књижевни запис и Сквер.

### Бивши председници
- Сретен Асановић[тражи се извор]
- Јанко Брајковић[3]
- Јеврем Брковић[4]
- Илија Лакушић[5]
- Драган Копривица[6]

## Награде
Удружење књижевника Црне Горе додељује:
- Признање за животно дело „Макаријево слово”[7]
- Награда УКЦГ
- Награда за најбољу књигу године[8]
- Награда „Марко Миљанов”
- Награда „Трифун Ђукић”[9]
- Видовданска повеља

## Списак добитника награде „Марко Миљанов”
Књижевна награда „Марко Миљанов” установљена је 1974. године. Додељује је Удружење књижевника Црне Горе. Правилником о додели ове књижевне предвиђено је да право учешћа на конкурсу имају аутори, чланови Удружења књижевника Црне Горе и аутори ван граница Црне Горе који пишу на српском језику и ћириличном писму. Награда се додељује маја месеца, испред Музеја Марка Миљанова на Медуну.
- Жарко Ђуровић
- Вукман Оташевић
- Живко Ђурковић
- Миодраг Ћупић
- Момир С. Миловић
- Момир Војводић
- Ранко Јововић
- Веселин Ракчевић
- Миодраг Вуковић
- Илија Лакушић
- Миодраг Трипковић
- Тодор Живаљевић
- Перивоје Поповић
- Слободан Чуровић
- Ратко Делетић, 1999.
- Чедомир Вукићевић
- Будимир Дубак
- Саво Лекић
- Иван Комарица
- Драган Копривица
- Милица Краљ
- Милутин Мићовић
- Бећир Вуковић
- Ђорђо Сладоје
- Радомир Уљаревић
- Миодраг Раичевић
- Андрија Радуловић
- Драган Бојовић
- Милица Бакрач[12]
- Новица Ђурић[13]
- Драган Лакићевић[14]
- Рајко Петров Ного[15]
- Матија Бећковић[16]
- Амфилохије Радовић[17]
- Коста Радовић[18]
- Миро Вуксановић[19]
- Вишња Косовић[20]
- Зоран Костић[21]
- Александар Ћуковић[22]
- Миленко Ратковић[22]
- Благоје Баковић[23]
- Селимир Радуловић[23]